# 吉良持広
吉良 持広（きら もちひろ）は、戦国時代の武将。後期東条吉良（下吉良）氏7代当主。三河国東条城主。

## 西条吉良氏との相克
応仁の乱勃発に際し、祖父・吉良義藤が山名宗全の西軍側についたが、もともと、紛争の絶えなかった同族の西条吉良（上吉良）氏は細川勝元の東軍に味方したため、東・西吉良氏は領国三河で戦を交えることになった。続く戦国時代に入っても両吉良氏対立は継続していたなか、東条吉良氏6代・吉良持清の子として持広は生まれた。持広の頃には東条吉良氏は駿河国・遠江国の戦国大名今川氏に接近して、尾張国の織田氏に款みを通じた西条吉良氏に備えた。その頃、同じく織田氏と対立関係にあった三河の松平氏とも結び織田氏に対抗していた。

## 略歴
天文4年（1535年）、持広は松平宗家の継嗣松平広忠が松平一族の紛争で居城・岡崎城を追放されるとこれを保護したと言われ、「三河物語」等では所領のあった伊勢国に招き入れたともいい、今川義元に松平氏救援の執成しをしたとも伝える。また、天文5年（1536年）広忠の三河再入国には持広の家老富永忠安を同国幡豆郡室城に招き入れ、翌6年（1537年）の岡崎城復帰の実現につなげた。松平広忠の元服加冠に際しては名付け親となり、広忠は彼の偏諱を受けたとされる。

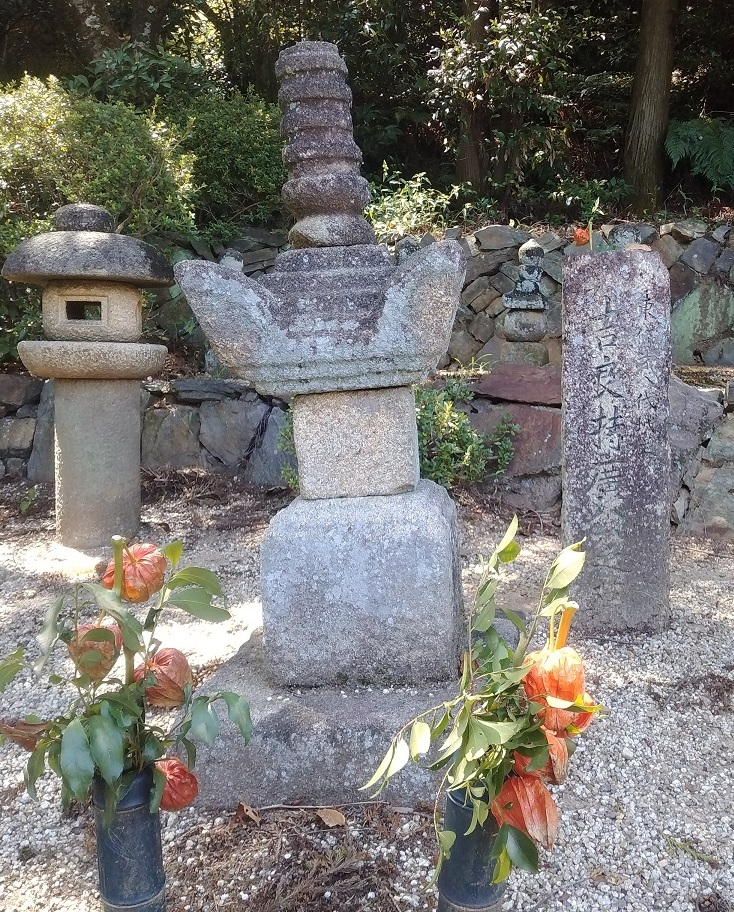
吉良持広の墓(西尾市花岳寺)

隣国尾張の織田信秀の軍事的脅威の懸念のなか天文8年（1539年）持広は死去した。家督は対立する西条吉良氏・吉良義堯の次男で養嗣子の義安が継承した。しかし、これには子細があるようで、後の遠江横須賀藩の祖・西尾吉次の家伝は、持広の生前に西条吉良氏の吉良義尭次男の義安を養子とし、持広の実子であった吉次（もとは義次）は幼児のため尾張に送られ織田氏の人質としてそこで成長したと伝え、のちに西条吉良家を継いでいた義安の兄・義郷が戦死したため、東条吉良家を継いでいた義安が実家の西条吉良領をも兼領したとする。持広が実子（義次）がありながらも西条の義安を養子とした内容から、西条吉良家との和睦を図ったのだと説明されている。墓所は西尾市花岳寺。

## 系譜
- 父：吉良持清
- 弟：荒川義広[注釈 2]
- 室：松平信忠の娘・瀬戸の大房
- 子女
  - 女子：吉良義安室[注釈 3]
  - 男子：西尾吉次[注釈 4]
- 養子
  - 養嗣子：吉良義安[注釈 5]